# Petr Kamberský
Petr Kamberský (* 18. července 1971) je český novinář.

## Životopis
Vystudoval sociologii na Fakultě sociálních věd Univerzity Karlovy. Novinářskou kariéru započal v Mladé frontě DNES, kde založil a řídil přílohu Civilizace. V roce 2002 odešel do Hospodářských novin, kde od roku 2005 vedl rubriku komentářů. V roce 2010 odešel do Lidových novin, kde se stal šéfredaktorem sobotní přílohy Orientace. Po odchodu z Lidových novin tvrdil, že mu šéfredaktor Dalibor Balšínek zakazoval psát texty odlišné od názoru tehdejšího prezidenta Václava Klause. Rok 2013 strávil v Hospodářských novinách, odkud se v roce 2014 vrátil zpět do Lidových novin jako šéfkomentátor.
Byl ženatý se zpěvačkou Karolinou Kamberskou, se kterou má tři děti – syny Davida a Matouše a dceru Sáru. Jeho otcem byl teoretický fyzik Vladimír Kamberský.